# 定常流
定常流（ていじょうりゅう）とは、時間によって圧力・密度・速度などの要素に変化が起こらない流体の流れのこと。完全流体の定常流においてはベルヌーイの定理が成立する。ただし、微視的に考えると要素が変化している場合でも、より長い時間で見れば要素の平均値が一定に保たれている場合も定常流と呼ぶ場合がある。定常流では、流れの速度は位置のみで定まる。